# Luhtasaari (ö i Lappland, Tunturi-Lappi, lat 67,96, long 23,67)
Luhtasaari är en ö i Finland. Den ligger i Muonioälven och i kommunen Muonio i den ekonomiska regionen  Fjäll-Lappland  och landskapet Lappland, i den norra delen av landet, 900 km norr om huvudstaden Helsingfors. Öns area är 5,4 hektar och dess största längd är 0,5 kilometer i nord-sydlig riktning.